# Farrukh Nurliboev
Farrukh Nurliboev (Termez, Uzbekistán, 6 de enero de 1991) es un exfutbolista de Uzbekistán que jugaba en la posición de defensa.

## Carrera

### Club
| Periodo   | Club                   |
| --------- | ---------------------- |
| 2010–2014 | Olmaliq FK             |
| 2013–2014 | → NBU Osiyo (cedido)   |
| 2015–2017 | FK Norin               |
| 2017      | FC Ala-Too Naryn       |
| 2018      | FC Akademija Osh       |
| 2019–2020 | Regar-TadAZ Tursunzoda |

### Selección nacional
Jugó para Uzbekistán en una ocasión en 2010 y estuvo en la Copa Asiática 2011.